# Vulpia gypsophila
Vulpia gypsophila es una especie de planta herbácea perteneciente a la familia de las poáceas. Es originaria de España y Sicilia.

## Taxonomía
Vulpia gypsophila fue descrita por (Hack.) Nyman y publicado en Consp. Fl. Eur. 821 1879.
Citología
Número de cromosomas de Vulpia gypsophila (Fam. Gramineae) y táxones infraespecíficos: 2n=14
Etimología
Vulpia: nombre genérico que fue nombrado en honor del botánico alemán J.S.Vulpius (1760–1840)
gypsophila: epíteto latino 
Sinonimia
- Ctenopsis gypsophila (Hack.) Paunero
- Festuca cynosuroides Balansa ex Nyman
- Festuca gypsophila Hack.
- Loretia gypsophila (Hack.) Willk.
- Narduretia gypsacea (Willk.) Villar
- Vulpia delicatula var. gypsacea Willk.[4][5]